# Antarchia
Antarchia là một chi bướm đêm thuộc họ Geometridae.